# Margaret Hoelzer
Margaret Hoelzer (n. 30 martie 1983, Huntsville, Alabama, SUA) este o înotătoare ce a reprezentat Statele Unite ale Americii, medaliată olimpică. A participat la o ediție a Jocurilor Olimpice (2008) în care a câștigat 3 medalii de argint și o medalie de bronz.